# Финал Кубка Англии по футболу 1923
Финал Кубка Англии по футболу 1923 года — футбольный матч, завершавший розыгрыш Кубка Англии сезона 1922/23. Он стал 48-м финалом Кубка Англии, старейшего футбольного турнира в мире. Матч состоялся 28 апреля 1923 года на стадионе Empire Stadium в Лондоне. В нём встретились клубы «Болтон Уондерерс» и «Вест Хэм Юнайтед». Это было первое спортивное мероприятие, проведённое на только что построенном «Уэмбли». Король Великобритании Георг V присутствовал на матче и лично вручил Кубок Англии победившей команде.
Чтобы достичь финала, каждая из команд преодолела пять раундов турнира.  «Болтон Уондерерс» одерживал победы со счётом 1:0 во всех раундах, начиная с третьего, в которых автором единственного гола неизменно был Дэвид Джек. «Вест Хэму» во всех раундах до самого финала противостояли соперники из Второго или более нижних дивизионов. В четвёртом раунде «Вест Хэму» потребовалось три матча, чтобы обыграть «Саутгемптон», зато в полуфинале лондонский клуб без труда одолел «Дерби Каунти», забив в ворота соперника пять мячей.
Первый финал на «Уэмбли» вызвал невероятный ажиотаж, и толпы народа устремились на стадион, значительно превысив его проектную вместимость, которая составляла 125 000 мест. Масса людей общей численностью от 150 000 до 300 000 человек быстро заполнила трибуны, после чего люди начали толпиться на пространстве перед футбольным полем и на самой игровой площадке. На стадион была введена конная полиция (один из полицейских был верхом на лошади светлого окраса, став одним из наиболее ярких символов дня) с целью расчистки футбольного поля от наседающих толп. Матч был отложен на 45 минут, так как множество людей стояло на футбольном поле.
Инициативой в матче владел «Болтон», который и выиграл его со счётом 2:0. Первый гол забил Дэвид Джек уже на второй минуте матча, а окончательный счёт установил Джек Смит, забив спорный гол на 53-й минуте. События, предшествовавшие матчу, стали поводом для обсуждения в Палате общин, в результате чего были приняты меры по обеспечению безопасности будущих финалов Кубка Англии. В Великобритании этот матч часто называют «Финалом белой лошади» (White Horse Final), что является отсылкой к коню Билли, верхом на котором один из полицейских расчистил футбольное поле от зрителей.

## Путь к финалу
| Раунд     | Соперник             | Счёт |
| --------- | -------------------- | ---- |
| 1-й       | Норвич Сити (В)      | 2:0  |
| 2-й       | Лидс Юнайтед (Д)     | 3:1  |
| 3-й       | Хаддерсфилд Таун (В) | 1:1  |
| 3-й       | Хаддерсфилд Таун (Д) | 1:0  |
| 4-й       | Чарльтон Атлетик (В) | 1:0  |
| Полуфинал | Шеффилд Юнайтед (Н)  | 1:0  |

В сезоне 1922/23 «Болтон Уондерерс» и «Вест Хэм Юнайтед» выступали в Первом и Втором дивизионах Футбольной лиги соответственно. Оба клуба вступили в розыгрыш турнира с первого раунда. Перед этим «Болтон» дважды в своей истории играл в финалах Кубка Англии: в 1894 и 1904 годах, а «Вест Хэм», который вошёл в состав Футбольной лиги лишь в 1919 году, никогда не проходил в этом турнире дальше четвертьфинала. В первом раунде «Болтон» обыграл клуб Третьего южного дивизиона «Норвич Сити». Это была первая выездная победа «Болтона» в Кубке Англии с февраля 1905 года, когда «рысаки» обыграли «Манчестер Сити». После домашней победы над «Лидс Юнайтед» во втором раунде «Болтон» встретился с клубом «Хаддерсфилд Таун» из Первого дивизиона. Первый матч на поле «Хаддерсфилда» завершился вничью, в переигровке «Болтон» одержал победу на домашнем стадионе со счётом 1:0. В четвёртом раунде «Болтон» обыграл «Чарльтон Атлетик» со счётом 1:0, а в полуфинале, который был проведён на стадионе «Олд Траффорд», одержал победу над «Шеффилд Юнайтед» с тем же минимальным счётом. Цена билета на полуфинальный матч на «Олд Траффорд» была очень высокой, но даже несмотря на это на стадион пришли 72 000 зрителей, что стало новым рекордом посещаемости полуфинала Кубка Англии. Ключевую роль в деле выхода «Болтона» в финал сыграл Дэвид Джек, забивавший голы в каждом раунде, начиная с третьего.
| Раунд     | Соперник                     | Счёт |
| --------- | ---------------------------- | ---- |
| 1-й       | Халл Сити (В)                | 3:2  |
| 2-й       | Брайтон энд Хоув Альбион (В) | 1:1  |
| 2-й       | Брайтон энд Хоув Альбион (Д) | 1:0  |
| 3-й       | Плимут Аргайл (Д)            | 2:0  |
| 4-й       | Саутгемптон (В)              | 1:1  |
| 4-й       | Саутгемптон (Д)              | 1:1  |
| 4-й       | Саутгемптон (Н)              | 1:0  |
| Полуфинал | Дерби Каунти (Н)             | 5:2  |

В отличие от «Болтона», игравшего в оборонительный футбол, путь «Вест Хэма» к финалу был отмечен скоростной, атакующей игрой, благодаря чему «молотки» приобрели множество поклонников. Лондонский клуб начал участие в турнире с выездного матча против «Халл Сити» (так же, как и «Вест Хэм», выступавшего во Втором дивизионе) и одержал победу со счётом 3:2. Во втором раунде «Вест Хэм» встретился с клубом Третьего южного дивизиона «Брайтон энд Хоув Альбион». Первый матч завершился вничью, а в переигровке со счётом 1:0 победу праздновал клуб из Лондона. В третьем раунде «молотки» обыграли ещё один клуб из Третьего южного дивизиона, «Плимут Аргайл». В четвёртом раунде жеребьёвка свела «Вест Хэм» с клубом Второго дивизиона «Саутгемптон». Первый матч, который был сыгран на домашнем стадионе «Вест Хэма», «Болейн Граунд», завершился вничью со счётом 1:1; в переигровке, которая прошла на стадионе «Саутгемптона», также была зафиксирована ничья. Была назначена вторая переигровка, которая прошла на нейтральном поле — в качестве него был выбран стадион «Вилла Парк» в Бирмингеме. На этот раз победитель был выявлен: победу одержал «Вест Хэм» со счётом 1:0. Гол на 70-й минуте забил Билли Браун после исполнения штрафного удара. В полуфинале «Вест Хэм Юнайтед» встретился с «Дерби Каунти». Матч прошёл на стадионе «Стэмфорд Бридж» и завершился победой «молотков» со счётом 5:2. В этом матче «дублем» отметились Билли Браун и Билли Мур. Все пять клубов, которые обыграл «Вест Хэм» по пути к финалу, выступали во Втором дивизионе или ниже. Таким образом, «Вест Хэм Юнайтед» стал первым клубом, который достиг финала Кубка Англии, ни разу не сыграв с соперником из высшего дивизиона, с момента разделения Футбольной лиги на дивизионы.

## Перед матчем

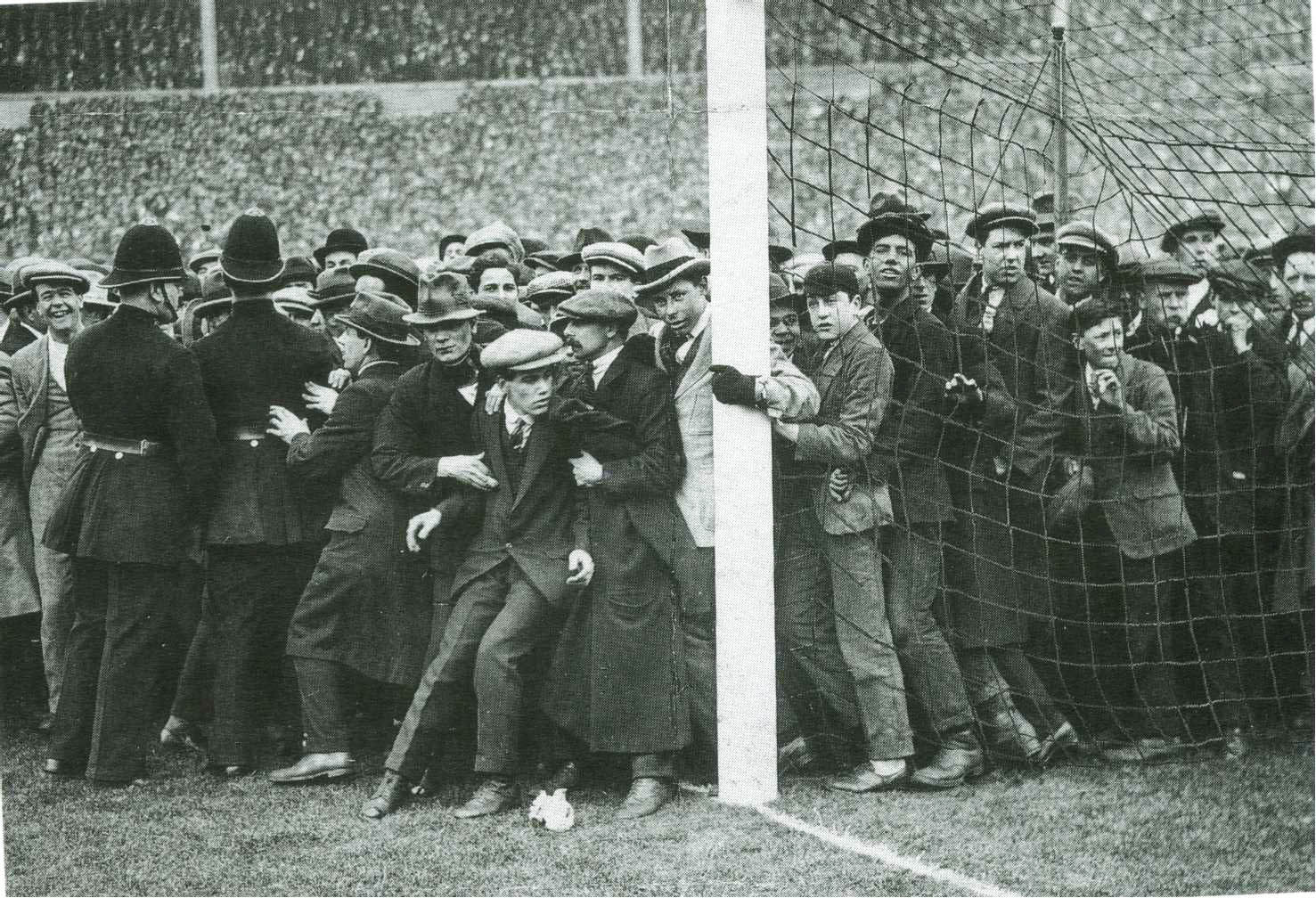
Перед матчем. Зрителей было так много, что многие были вытолкнуты на футбольное поле

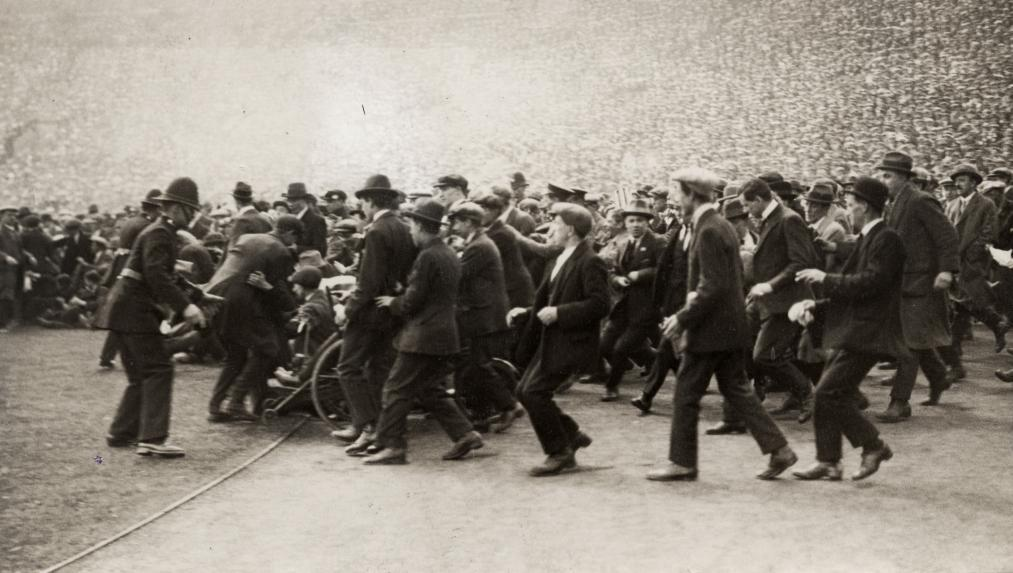
Зрители на футбольном поле

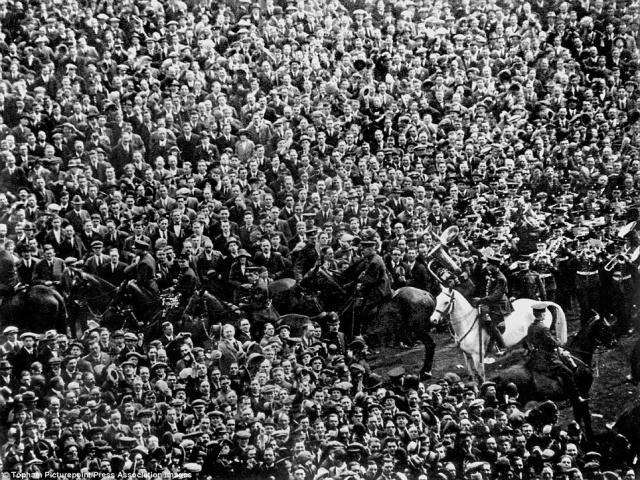
Джордж Скори на белом коне Билли

Финал Кубка Англии 1923 года стал первым матчем в истории стадиона «Уэмбли», который изначально планировалось открыть в 1924 году, но работы были завершены с опережением графика. Первые три финала Кубка Англии после окончания Первой мировой войны (с 1920 по 1922 годы) проходили на лондонском стадионе «Стэмфорд Бридж», причём эти матчи не вызывали большого ажиотажа, и стадион заполнялся зрителями лишь на половину или на две трети. Руководство английской Футбольной ассоциации опасалось того, что и «Уэмбли» не сможет собрать достаточное количество зрителей и развернуло широкую рекламную кампанию с целью привлечения болельщиков на финальный матч. «Уэмбли» с его проектной вместимостью в 125 000 мест был анонсирован в качестве «величайшего стадиона в своём роде» и вызвал огромный интерес со стороны не только футбольных болельщиков, но и сторонних наблюдателей. Сам факт участия в финале лондонской команды привлёк на стадион болельщиков со всех районов Лондона. Утренние газеты 28 апреля 1923 года сообщали, что около 5000 болельщиков отправилось на матч из Болтона, и что к ним, как ожидается, присоединятся «как минимум 115 000 энтузиастов из Лондона и других частей страны». Большой посещаемости матча также способствовали высокая доступность стадиона для общественного транспорта и хорошая погода.
Папа довольно безразлично относился к этому матчу. Он сказал: «Посмотрим, сможем ли мы попасть на стадион, чтобы увидеть матч». Когда мы вышли на станции «Парк Уэмбли», мы попали в огромную толпу людей, которая шла в одном направлении. Это был плотный массив людей, но я не помню, чтобы я был напуган, потому что все были очень добродушными. Перед входом на стадион была бурлящая масса людей. Папа сказал: «Смотри, все перепрыгивают через турникеты. Давай сделаем так же». Турникеты были заблокированы. Персонал, очевидно, просто заблокировал их и ушёл. Поэтому мы перелезли через ограду и турникеты и попали на стадион.
Ворота стадиона были открыты в 11:30 утра (как и было анонсировано ранее), за три с половиной часа до начала матча. Вплоть до 13:00 проход людей на стадион был упорядоченным. К часу дня, однако, поток людей, входящих на стадион, значительно возрос, а около входа собрались большие толпы людей. Администрация стадиона, оценив ситуацию, приняла решение закрыть ворота в 13:45. Один из зрителей, Уильям Роуз, позднее сказал, что Олимпик Уэй (дорога, ведущая к «Уэмбли») «бурлил от людей» и «чем ближе я подходил к стадиону, тем хуже становилось, а когда я подошёл к турникетам, они уже были закрыты». Информация о закрытии ворот на «Уэмбли» транслировалась на многих пассажирских станциях, но, даже несмотря на это, тысячи людей продолжали прибывать к стадиону и скапливаться у ворот. Организация прохода людей на стадион была на очень низком уровне; так, корреспондент газеты Daily Mail написал в своём отчёте, что стюарды на входе и внутри стадиона были «бесполезными», а администрация стадиона «казалось, ничего не понимала». Никто не распределял потоки входящих зрителей внутри стадиона, из-за чего нижние ярусы трибун заполнялись людьми гораздо быстрее, чем верхние. Так как толпа людей вокруг стадиона продолжала расти, было принято решение о мобилизации местных полицейских участков. Но к моменту прибытия полиции к стадиону толпа была слишком большой для проведения необходимых в этой ситуации действий. К 14:15 люди у входа начали перепрыгивать через заграждения и устремились внутрь стадиона. Зрители на нижних ярусах трибун были вынуждены перелезать через заграждения, чтобы избежать давки, из-за чего многие были вытолкнуты на футбольное поле. Один из зрителей, Терри Хики, позднее сказал: «Мягко говоря, всё это было кровавой бойней». Согласно официальному отчёту, на матче присутствовали 126 047 зрителей, однако реально на стадион попали от 150 000 до 300 000 человек, а ещё около 60 000 человек стояло снаружи. 10 % от суммы, вырученной от продажи билетов, Футбольная ассоциация Англии выплатила болельщикам, которые предварительно купили билеты, но не смогли занять места, указанные в них, или вообще не попали на стадион. Дороги, ведущие к стадиону, были заблокированы полицией, а игроки «Болтон Уондерерс» были вынуждены покинуть транспортное средство, на котором они ехали на игру, и пешком пробираться к стадиону через толпы людей. Газета The Times утверждает, что из-за тотального хаоса поначалу казалось, что матч никогда не начнётся, но когда на стадион прибыл Король Великобритании Георг V, «настроение толпы изменилось». Люди запели  God Save The King и начали расступаться, помогая властям освободить футбольное поле. Однако ситуация продолжала оставаться сложной: к тому моменту, как Георг V занял место в королевской ложе «Уэмбли», большая часть поля оставалась заполненной людьми.
Для расчистки футбольного поля от людей была привлечена конная полиция, в том числе констебль Джордж Скори (англ. George Scorey), который ехал верхом на коне по имени Билли (англ. Billie или Billy). В этот день констебль Скори не был на дежурстве, однако отреагировал на сигнал об экстренной мобилизации в связи с переполнением стадиона людьми. Билли, конь констебля, в действительности был серого цвета, но в чёрно-белой фотохронике того дня казался белым. Кроме Билли на стадионе находились другие лошади, но именно «белая» лошадь стала символом дня. Позднее власти заявили, что матч мог не состояться, если бы не грамотные действия констебля Скори. Через несколько лет после этих событий в интервью BBC Скори сказал:
Когда моя лошадь зашла на поле, я видел лишь море из человеческих голов. Я подумал: «Мы не справимся. Это невозможно». Но мне удалось увидеть просвет рядом с одними воротами. Лошадь справилась прекрасно, прокладывая путь между людьми с помощью своего носа и хвоста, пока мы не освободили линию ворот. Я сказал людям, чтобы они взяли друг друга за руки, подняли их и шаг за шагом отходили назад, пока не вышли за линию поля. Затем люди сели, и мы продолжали в том же духе на других участках поля ... нам удалось это сделать, главным образом, благодаря лошади. Может быть, из-за своего белого цвета она привлекала больше внимания. Но важнее было то, что она, казалось, поняла, что от неё требовалось. Другим важным фактором стала доброжелательность толпы.
В конце концов, полиции удалось оттеснить зрителей с поля. Разрешению ситуации также способствовали футболисты, призвавшие толпу успокоиться. Матч начался примерно на 45 минут позже запланированного времени, причём множество людей продолжало находиться прямо за боковыми линиями и линией ворот.

## Матч

### Обзор

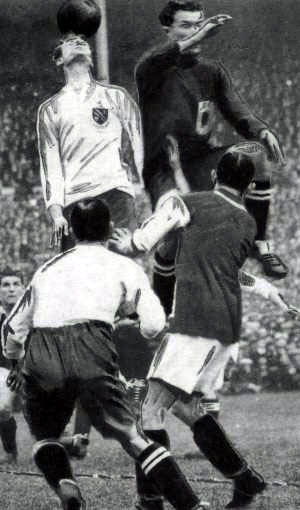
Дик Пим и два других игрока «Болтона» защищают ворота

Оба клуба использовали расстановку «2—3—5» (известную как «пирамида»), которая была типичной для этой эпохи: два защитника, три хавбека (один центральный и два фланговых) и пять нападающих (два крайних, два инсайда и один центрфорвард). Игра «Вест Хэма» в атаке строилась, в первую очередь, на быстрых проходах крайних нападающих Дика Ричардса и Джимми Раффелла, но футболисты «Болтона» с самого начала матча грамотно прессинговали игроков соперника, нейтрализовав угрозу с флангов. Через две минуты после начала матча хавбек «Вест Хэма» Джек Тресадерн, вбрасывая мяч из аута, затерялся в плотной толпе зрителей и не сразу смог вернуться на поле, а «Вест Хэм» на какое-то время остался в меньшинстве. Этим воспользовался нападающий «Болтона» Дэвид Джек, который нанёс сильный удар по воротам соперника. Мяч залетел в ворота, защищаемые Тедом Хафтоном, и попал в зрителя, прислонившегося к сетке ворот «Вест Хэма». Сила удара была такой, что человек был сбит с ног, повалив, в свою очередь, целый сектор зрителей, стоявших позади него. Через три минуты после этого Вик Уотсон получил мяч в нескольких метрах от ворот «Болтона» и пробил, но мяч пролетел над перекладиной. Через одиннадцать минут после начала матча толпа вновь начала наседать. Большое число зрителей было вытолкнуто на футбольное поле, после чего судья приостановил игру, пока конная полиция не расчистила игровую площадку. Некоторым зрителям понадобилась помощь членов Британского Красного Креста. Футболисты обеих команд стояли на поле и ждали возобновления игры. После того, как все зрители покинули границы поля, судья разрешил продолжить игру, а полицейские остались патрулировать периметр поля, освободив место для лайнсменов.
Вскоре после возобновления игры крайний нападающий «Вест Хэма» Дик Ричардс обыграл двух защитников «Болтона» и нанёс удар по воротам. Дик Пим неловко отбил мяч, который покатился в ворота, но успел выбить его до того, как он пересёк линию ворот. После этого «Болтон» продолжал доминировать в матче; в ряде игровых эпизодов лишь уверенная игра в обороне защитника Билли Хендерсона спасла «Вест Хэм» от взятия ворот. Когда «Вест Хэм» атаковал, «Болтон» быстро перестраивался в оборонительную формацию: часть нападающих отходила назад, формируя линию из пяти хавбеков. Этот стиль игры «Болтона» эффективно нейтрализовал большую часть атакующих действий «Вест Хэма». Первый тайм завершился со счётом 1:0. Из-за плотных толп зрителей, окруживших поле, футболисты не смогли пройти в раздевалки и просто отдохнули на поле пять минут, после чего начался второй тайм.
В начале второго тайма «Вест Хэм» захватил инициативу, а Вик Уотсон имел хороший момент для взятия ворот, но его удар оказался неточным. Через восемь минут после начала второго тайма «Болтон» забил свой второй гол. Крайний нападающий Тед Визард отдал пас в центральную зону, и центрфорвард Джек Смит пробил в ворота Хафтона. Арбитр матча Дэвид Эссон засчитал гол, несмотря на протесты игроков «Вест Хэма», утверждавших, что мяч не пересёк линию ворот, а лишь попал в штангу и вернулся в игру. Эссон заявил, что мяч, по его мнению, пересёк линию ворот, а его последующий отскок был вызван рикошетом не от штанги, а от стоящего за сеткой ворот зрителя. Игроки «Вест Хэма» также заявили, что «Болтон» получил несправедливое преимущество, так как один из болельщиков «рысаков», выбежавших на поле, получил мяч и отдал пас Визарду, который сделал голевую передачу на Смита. Эссон проигнорировал эти заявления и засчитал гол. К этому моменту многие зрители поняли, что «Болтон», скорее всего, одержит победу в матче, и большие группы людей направились в сторону выхода со стадиона. После второго гола «Болтона» ни у одной из команд не было серьёзных голевых моментов, и остаток матча, по большей части, прошёл в борьбе в центре поля. В концовке встречи капитан «Вест Хэма» Джордж Кей пытался убедить Эссона отменить матч и назначить переигровку, а капитан «Болтона» Джо Смит обратился к арбитру со следующими словами: «Судья, мы играем хорошо и готовы, если понадобится, играть до наступления темноты». Матч завершился со счётом 2:0 в пользу «Болтона». Король Георг V вручил Кубок Англии в руки Джо Смита, после чего покинул стадион под одобрительные возгласы толпы. Один из тренеров «Вест Хэма» Чарли Пейнтер объяснил поражение своей команды плохим состоянием поля: «Та белая лошадь, оставившая глубокие следы на поле своими большими копытами, сделала игру безнадёжной для нас. Наши фланговые игроки постоянно падали, спотыкаясь об огромные колеи и ямы в газоне».

### Отчёт о матче
| Болтон Уондерерс                | 2:0     | Вест Хэм Юнайтед |
| ------------------------------- | ------- | ---------------- |
| - Дэвид Джек 2′ - Джек Смит 53′ | (отчёт) |                  |

| Болтон Уондерерс | Вест Хэм Юнайтед |

| Болтон Уондерерс: |  |                 |
|                   |  |                 |
| GK                |  | Дик Пим         |
| FB                |  | Боб Хауорт      |
| FB                |  | Алекс Финни     |
| HB                |  | Гарри Наттолл   |
| HB                |  | Джимми Седдон   |
| HB                |  | Билли Дженнингс |
| OF                |  | Билли Батлер    |
| OF                |  | Тед Визард      |
| IF                |  | Дэвид Джек      |
| IF                |  | Джо Смит (к)    |
| CF                |  | Джек Смит       |
| Главный тренер:   |  |                 |
| Чарльз Фауэрекер  |  |                 |

| Вест Хэм Юнайтед: |  |                 |
|                   |  |                 |
| GK                |  | Тед Хафтон      |
| FB                |  | Билли Хендерсон |
| FB                |  | Джек Янг        |
| HB                |  | Сид Бишоп       |
| HB                |  | Джордж Кей (к)  |
| HB                |  | Джек Тресадерн  |
| OF                |  | Дик Ричардс     |
| OF                |  | Джимми Раффелл  |
| IF                |  | Билли Браун     |
| IF                |  | Билли Мур       |
| CF                |  | Вик Уотсон      |
| Главный тренер:   |  |                 |
| Сид Кинг          |  |                 |

| Регламент матча - 90 минут основного времени. - 30 минут дополнительного времени в случае необходимости. - Переигровка матча, если счёт остаётся ничейным. - Замены не предусмотрены. |

Расшифровка позиций:

GK — вратарь; FB — фулбек (защитник); НB — хавбек (полузащитник); OF — аутсайд (крайний нападающий), IF — инсайд (полусредний нападающий), CF — центрфорвард (центральный нападающий).

## После матча
Из-за давки от 900 до 1000 зрителей получили травмы (в основном небольшой тяжести). В больницы были доставлены 22 пострадавших, из них десять человек были в скором времени выписаны. Также пострадали двое полицейских. Обстоятельства, сопутствующие матчу, стали поводом для обсуждения в Палате общин, где выступил министр внутренних дел Великобритании Уильям Бриджмен, который отметил грамотные действия полиции, а также адекватность поведения зрителей в процессе разрешения ситуации. В ходе обсуждения спикер Палаты общин раскритиковал Освальда Мосли, который назвал людей, пришедших на матч, «хулиганами». Министру Бриджмену предлагали организовать официальное расследование произошедших событий, но он заявил, что полиция успешно справилась с ситуацией, и что он доволен планами властей и полиции совместно разработать план действий по недопущению подобных инцидентов в будущем.

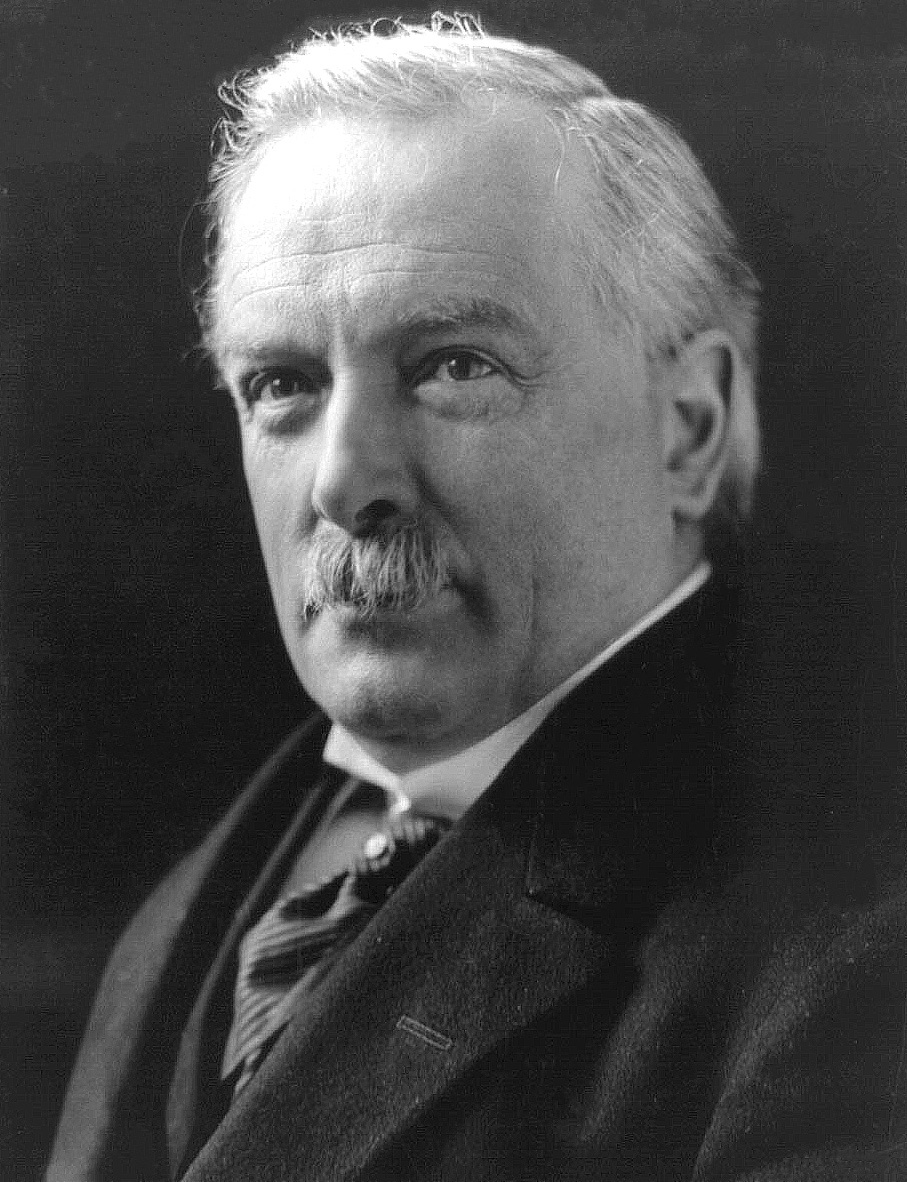
Дэвид Ллойд Джорж произнёс тост на праздничном ужине после матча

Через месяц после матча на «Уэмбли» прошла проверка специальной комиссии, по итогам которой был составлен ряд рекомендаций для администрации стадиона. В частности, предлагалось заменить имеющиеся турникеты более современными моделями, установить дополнительные ворота и заграждения, а также разделить трибуны на автономные секции с отдельными входами для каждой из них. Кроме того, обязательной становилась предварительная продажа билетов на все будущие финалы Кубка Англии, тем самым исключая возможность скопления больших масс людей, рассчитывающих купить билет прямо на входе перед матчем.
Совокупные доходы от продажи билетов на матч составили 27 776 фунтов стерлингов. Из этих денег были вычтены издержки администрации стадиона, а оставшаяся сумма была разделена на три части между Футбольной ассоциацией и двумя клубами-финалистами (каждый получил по 6365 фунтов). Из доли Футбольной ассоциации затем была вычтена компенсация зрителям, которые не смогли занять места, указанные в билетах (таковых оказалось около 12 тысяч).
После завершения матча и церемонии награждения член Палаты общин от Болтона Уильям Эдж пригласил игроков на праздничный ужин, на котором экс-премьер-министр Великобритании Дэвид Ллойд Джорж произнёс тост. Затем игроки «Болтона» отправились домой на поезде. На железнодорожной станции «Мозес Гейт» их восторженно встретили жители Болтона, а также председатель муниципального совета Фарнуорта, после чего футболисты были приглашены в Таун-холл Болтона, где их принял мэр. За участие в финале памятными золотыми медалями были награждены футболисты обеих команд. В 2005 году медаль чистотой 9 карат золота, принадлежавшая Джорджу Кею (он в финале играл за «Вест Хэм»), была продана на лондонском аукционе Christie's за 4560 фунтов. Билеты и программы на этот матч также пользуются большой популярностью на аукционах.

### Память о матче
Образ белого коня Билли прочно вошёл в английскую футбольную культуру. Сам матч в Англии широко известен под названием «Финал белой лошади» (англ. The White Horse Final). В 2005 году состоялось голосование по выбору названия для нового пешеходного моста, ведущего от железнодорожной станции к стадиону «Уэмбли». Наибольший процент голосов (34 %) набрал вариант «Мост белой лошади» (англ. White Horse Bridge). Исполнительный директор лондонского агентства по развитию предпринимательства, который был одним из организаторов голосования, заявил, что такой выбор названия отражает любовь болельщиков к истории белого коня Билли, а один из болельщиков заметил: «Не может быть более подходящего способа выразить признание первому и, возможно, единственному четвероногому герою „Уэмбли“… Билли был бы очень горд». В мае 2005 года в выпуске шотландской газеты Daily Record появилась информация, что болельщики сборной Шотландии в больших количествах голосовали за вариант с «лошадью» с целью не допустить увековечивания имён английских футболистов и тренеров (Альфа Рамсея, Бобби Чарльтона, Джеффа Херста), а также потому, что White Horse является известной маркой шотландского виски. Представители ВВС подтвердили информацию о большой активности голосующих из Шотландии, исключив при этом возможность «накрутки» голосов.
Футбольная ассоциация наградила констебля Джорджа Скори, ехавшего верхом на Билли, бесплатными билетами на последующие финалы Кубка Англии, однако Скори не интересовался футболом и не посетил больше ни одного матча.
В 2007 году в болтонском театре «Октагон» состоялась премьера спектакля под названием And Did Those Feet, повествующего о жителях Болтона, которые отправились на финальный матч Кубка Англии 1923 года для поддержки своей команды.